# میتسوکی ایچیهارا
میتسوکی ایچیهارا (انگلیسی: Mitsuki Ichihara؛ زادهٔ ۳۱ ژانویهٔ ۱۹۸۶) بازیکن فوتبال اهل ژاپن است.
از باشگاه‌هایی که در آن بازی کرده‌است می‌توان به باشگاه فوتبال جف یونایتد ایچیهارا چیبا اشاره کرد.